# آرتور وویدات
آرتور وویدات (به انگلیسی: Artur Wojdat) (زادهٔ ۲۰ مهٔ ۱۹۶۸) شناگر اهل لهستان است.